# Ettore Romagnoli
 (janvier 2016).
Si vous disposez d'ouvrages ou d'articles de référence ou si vous connaissez des sites web de qualité traitant du thème abordé ici, merci de compléter l'article en donnant les références utiles à sa vérifiabilité et en les liant à la section « Notes et références ».
Pour les articles homonymes, voir Romagnoli.
Ettore Romagnoli, né le 11 juin 1871 à Rome et mort le 1er mai 1938 dans cette même ville, est un philologue et helléniste italien.

## Biographie
Après la fin de ses études en 1893, Ettore Romagnoli enseigne à l'université de Catane, puis à Rome et à Milan. Il doit sa célébrité à ses essais et à ses critiques littéraires, ainsi qu'à des poésies et des nouvelles. Ses essais sur le théâtre grec ont fait longtemps autorité, comme « Nel regno di Dioniso. Studi sul teatro comico greco » (paru en 1918, troisième édition en 1953) ou bien « Nel regno d'Orfeo. Studi sulla lirica e la musica greca » (paru en 1921, troisième édition en 1953). C'est également un fin traducteur des grands auteurs grecs, en particulier des auteurs tragiques, comme Euripide, Eschyle et Sophocle, ou bien des comédies d'Aristophane, des Idylles de Théocrite, des Odes de Pindare et bien sûr de l' Iliade et de l' Odyssée. Universitaire plus rhétorique que scientifique, il écrivit un pamphlet aux accents nationalistes, Minerva e lo scimmione, s'attaquant violemment à l'école scientifique florentine (dirigée par Girolamo Vitelli), inspirée des méthodes scientifiques allemandes, dans le domaine de la philologie classique. Vitelli répliqua en 1917 par son ouvrage Filologia classica... e romantica. Romagnoli a également composé les musiques de représentations théâtrales du théâtre grec de Syracuse et aidé à la mise en scène, ainsi qu'au théâtre antique de Taormine. Il composa le livret de l'opéra d'Alberto Franchetti, Jupiter à Pompéi (Giove a Pompei) en 1921, ainsi que celui d'un opéra de Salvatore Messina sur Don Quichotte. C'était aussi un grand admirateur du poète Giosuè Carducci.
Il est nommé académicien en 1929. Il aimait avec passion la Sicile et son passé grec et venait souvent se ressourcer à Terranova di Sicilia, vile natale de son épouse qui fut tout au long de sa vie, sa muse et son inspiratrice en poésie. En 1933, il publie un ouvrage intitulé Nel decennale della rivoluzione fascista (Pour le dixième anniversaire de la révolution fasciste) où il témoigne de son admiration pour Mussolini qu'il compare à un « prophète ». Il meurt en 1938 sans avoir vu les horreurs de la Seconde Guerre mondiale.